# Ієн Стюарт
Ієн Стюарт  (англ. Ian Stewart, 15 січня 1949) — британський легкоатлет, олімпійський медаліст.

## Виступи на Олімпіадах
| Олімпіада     | Дисципліна         | Місце |
| ------------- | ------------------ | ----- |
| Мюнхен 1972   | біг на 5000 метрів | 3     |
| Монреаль 1976 | біг на 5000 метрів | 7     |